# عائشة غورجان
عائشة غورجان (بالتركية: Ayşen Gürcan)‏ (1963 -) أكاديمية وبيروقراطية تركية شغلت منصب وزيرة الأسرة والسياسات الاجتماعية في الحكومة المؤقتة التي شُكِّلت من قِبل رئيس الوزراء أحمد داود أوغلو في الفترة من 28 أغسطس إلى 17 نوفمبر 2015. وهي أول وزيرة في الحكومة التركية ترتدي الحجاب.

## نشأتها
ولدت في بوردور عام 1963 ودرست في المدارس الابتدائية والمتوسطة.
وفي عام 1986 تخرجت من جامعة الأناضول كلية علوم الاتصالات، وبين عامي 1987 و1989 حصلت على درجة الماجستير، ثم حصلت على الدكتوراه في موضوع تكنولوجيا التعليم. كما نشرت العديد من الأبحاث في العلوم التربوية والاتصالات وتكنو-علم النفس والتربية الأسرية. وهي حاليا عضو هيئة تدريس في جامعة التجارة باسطنبول ‏.
وبين عامي 2006 و2011 شغلت منصب مدير عام البحوث الأسرية والاجتماعية في رئاسة الوزراء التركية. وبين عامي 2011 و2013 شغلت منصب وكيل وزارة الأسرة والسياسات الاجتماعية.